# Leptataspis sumbana
Leptataspis sumbana är en insektsart som beskrevs av Schmidt 1927. Leptataspis sumbana ingår i släktet Leptataspis och familjen spottstritar. Inga underarter finns listade i Catalogue of Life.